# Kang Chae-young
Kang Chae-young (Ulsan, 8 giugno 1996) è un'arciera sudcoreana specialista nell'arco ricurvo.
Ha vinto la medaglia d'oro nella competizione a squadre alle Olimpiadi di Tokyo 2020.

## Carriera
Ha fatto il suo debutto internazionale nel 2015. Alle Universiadi di luglio 2015 a Gwangju ha vinto la medaglia d'argento nella gara a squadre femminile dopo aver stabilito un nuovo record mondiale nel ranking round, ottenendo un totale combinato di 2038 punti assieme alle compagne di squadra Ki Bo-bae e Choi Mi-sun.
Alle Universiadi 2017 tenutesi a Taipei ha vinto la medaglia d'oro sia nell'individuale che nella gara a squadre femminile. Nello stesso anno ha anche vinto due medaglie d'oro nella gara a squadre femminile e nella gara a squadre mista ai Campionati mondiali di tiro con l'arco 2017 tenuti a Città del Messico.
Nel 2018 ha rappresentato la Corea del Sud ai Giochi Asiatici di Giacarta e ha vinto due medaglie: la medaglia di bronzo nell'individuale e la medaglia d'oro nella gara a squadre femminile.
Nel 2019 ha vinto la medaglia d'oro nell'individuale del ricurvo femminile nella finale della Coppa del Mondo tenutasi a Mosca, partecipando per la prima volta ad una finale del torneo. Ha anche vinto le tappe della competizione tenutesi a Medellín e a Shanghai. Ai Campionati mondiali di tiro con l'arco 2019, ha battuto il record mondiale per il ranking round dei 70 metri con un punteggio di 692, prima di vincere medaglie nelle gare individuali e a squadre mista e femminile. Nello stesso anno ha vinto la medaglia d'oro nell'individuale e nelle competizioni a squadre femminile e mista ai Campionati asiatici di tiro con l'arco 2019 tenuti a Bangkok.
Nel 2020 ha vinto il premio "World Archery Athlete of the Year 2019" nella categoria ricurvo femminile.
Nel 2021 si è qualificata al primo posto tra le arciere nominate per la squadra sudcoreana alle Olimpiadi del 2020 a Tokyo e ha vinto la medaglia d'oro nella gara a squadre femminile.

## Palmarès

### Giochi olimpici
- Oro nella gara a squadre a Tokyo 2020

### Campionati mondiali
- Oro nella gara a squadre a Città del Messico 2017
- Oro nella gara a squadre mista a Città del Messico 2017
- Oro nella gara a squadre mista a 's-Hertogenbosch 2019
- Argento nell'individuale a 's-Hertogenbosch 2019
- Argento nella gara a squadre femminile a 's-Hertogenbosch 2019
- Bronzo nella gara a squadre femminile a Copenaghen 2015

### Giochi asiatici
- Oro nella gara a squadre femminile a Giacarta 2018
- Bronzo nell'individuale a Giacarta 2018

### Coppa del Mondo
- Oro nell'individuale a Mosca 2019

### Universiadi
- Oro nell'individuale a Taipei 2017
- Oro nella gara a squadre femminile a Taipei 2017
- Oro nell'individuale a Napoli 2019
- Oro nella gara a squadre femminile a Napoli 2019
- Argento nella gara a squadre femminile a Gwangju 2015